# キルナ・ワゴン
キルナ・ワゴン (Kiruna Wagon AB) は、鉱石輸送用の貨車および積卸システムの設計・製造を専門に手掛けるスウェーデンの輸送機器メーカーである
。2004年に設立され、機械メーカーのニーベリ・メカニスカ・フェルクスタッド (Nybergs Mekaniska Verkstad) およびレンクヴィスト&ヴェッタイネン (Rönnqvist＆Wettainen) の子会社である。スウェーデン最北端の都市であり、かつ同国の鉱業の中心地でもあるキルナに本社および工場を構えている。 

## 製品

### FAMMOORR050
キルナ・ワゴンで最大の生産数を誇る製品で、2005年にスウェーデンの鉱山会社LKAB向けに開発された。軸重30トン、載貨重量は最大100トンのボトムダンプ型貨車で、旧世代の貨車よりも25パーセント増しの輸送力となっている。Fammoorr050 はFanoo040を2両連結した1ユニットで運用されている。マルメのKインダストリエと共同で製造しており、Kインダストリエが台枠の製造、キルナワゴンが車体およびダンプハッチの製造と最終組み立てを担当している。2012年9月にはLKABに1000台目を納入した。 

### NO-RG Fanoo
2013年5月にノルウェーの鉱山会社ラーナ・グルーバー向けに40両を受注した鉱石輸送用貨車である。軸重30トンに対応したボトムダンプ型貨車で、大きな荷卸扉が特徴である。LKAB向けのFammoorr050 をさらに発展させ、大きな積載量を維持しながら軽量化を図ることで、より環境親和性の高い輸送が実現できるよう設計されている。NO-RG Fanoo は、塊径0-300mmの無加工で石英分が多い鉄鉱石をクヴァンネヴァンの地下鉱床やオートフェル (Ørtfjell) の露天掘り鉱床からモー・イ・ラーナの選鉱所や積出港まで輸送するのに使用されている。 

### TAIMN091
2009年からスウェーデンの銅鉱山・製錬会社ボリデン向けに製造しているサイドダンプ型貨車である。TAIMN091 は全長 約12メートル、73トン (40.5m3) 積の4軸ボギーのホッパ車で、走行中に重金属を含む銅精鉱が飛散して環境に悪影響を及ぼさないよう屋根を設けた密閉型車体を持ち、左右両側の荷卸扉から取り卸しが行えるようになっている。スウェーデンは亜寒帯気候であり、酷寒による鋼材割れに対応するため、車体の素材は先進高強度鋼が主体となっている。 

### ヘリックス・ダンパー
ヘリックス・ダンパーは、ボトムダンプに向かない少量または流動性の強い貨物に最適化された積み卸しシステムおよびそれに対応した貨車である。メンテナンスの手間がかからない堅牢な貨車と、案内レールを用いた荷台回転装置による取り卸しが特徴で、1時間あたり25,000トンの荷卸し能力を発揮する。2012年4月には国際的な鉱山会社ノースランド・リソーシズとの間で、スウェーデンのピトケヤルビにあるノースランド・リソーシズの積み替えターミナルからノルウェーのナルヴィク港に精鉱を輸送するためのヘリックス・ダンパー 150両の製造契約を締結した。2016年にはオーストラリアのRCRトムリンソンとの間でオーストラリア・ニュージーランド・東南アジア向けのヘリックス・ダンパーの独占製造販売権のライセンス契約を締結した。 

### LKAB向け地下坑道用貨車
2010年12月に、LKABから新たに採掘を始めた地下1,365メートルの坑道から鉄鉱石を積み出すための貨車121両を受注した。LKABが用意した設計図をもとに製造され、走行しながら積み込み・取り卸しができるようになっている。取り卸しピットの上では底面全体が開くようになっており、1時間あたり10,000トンの荷卸し能力を発揮する。軌間は891mmと小さいが、これは大深度にある狭い坑道に対応するためである。

### UADk形
2003年にマルメのKインダストリエがLKABから110両を受注した鉱石運搬用貨車で、キルナ・ワゴンは車体と荷卸扉の製造を担当した。UADk形はLKABが運用していたUAD形を改良したもので、軸重25トンで80トン積となっている。 

### その他の製品およびサービス
キルナ・ワゴンは貨車の製造の他、鉱石積み卸し設備の設計・製造や貨車の整備を行っている。

## 対応規格
キルナの工場では、80以上の溶接規格に対応している。品質要求は SS-EN ISO 3834、溶接施工要領は SS-EN ISO 15614-1に準拠しており、SS-EN ISO 9606 による資格認定を受けた溶接工が溶接作業を行っている。溶接ロボットも導入しており、主力機種の溶接作業領域は4×4×20メートルである。 